# Керстін Мюллер
Керстін Мюллер (нім. Kerstin Müller, 7 червня 1969) — німецька академічна веслувальниця.
Олімпійська чемпіонка 1992 року в складі парної четвірки.
Срібна призерка Чемпіонату світу 1993 року в складі парної четвірки.